# Aad Andriessen
Adrianus (Aad / Adrie) Andriessen (Rotterdam, 13 december 1960 – aldaar, 4 december 2021) was een Nederlands voetballer die uitkwam als centrale verdediger. Hij speelde voor Sparta Rotterdam en werd trainer nadat hij stopte als voetballer.

## Voetballoopbaan
In het seizoen 1980/81 kwam Andriessen in het eerste elftal van Sparta Rotterdam terecht nadat hij de jeugdopleiding van de Rotterdamse club had doorlopen. Vanaf zijn derde seizoen op Het Kasteel was hij een vaste basisspeler. Die rol behield hij vier seizoenen. In die jaren speelde hij ook acht duels in Europees verband, in de UEFA Cup. Door knieproblemen was Andriessen genoodzaakt om in september 1987 een punt te zetten achter zijn carrière. Hierna speelde hij nog voor de amateurtak van Sparta. In zijn jaren bij Sparta speelde hij onder meer samen met Danny Blind, Louis van Gaal, René van der Gijp en John de Wolf.

### Clubstatistieken
| Seizoen | Club             | Competitie | Competitie | Competitie | Beker | Beker | Internationaal | Internationaal | Totaal | Totaal |
| Seizoen | Club             | Competitie | Wed.       | Dlp.       | Wed.  | Dlp.  | Wed.           | Dlp.           | Wed.   | Dlp.   |
| ------- | ---------------- | ---------- | ---------- | ---------- | ----- | ----- | -------------- | -------------- | ------ | ------ |
| 1980/81 | Sparta Rotterdam | Eredivisie | 7          | 0          | 0     | 0     | —              | —              | 7      | 0      |
| 1981/82 | Sparta Rotterdam | Eredivisie | 11         | 0          | ?     | ?     | —              | —              | 11     | 0      |
| 1982/83 | Sparta Rotterdam | Eredivisie | 31         | 2          | ?     | ?     | —              | —              | 31     | 2      |
| 1983/84 | Sparta Rotterdam | Eredivisie | 28         | 0          | ?     | ?     | 4              | 0              | 32     | 0      |
| 1984/85 | Sparta Rotterdam | Eredivisie | 33         | 2          | ?     | ?     | —              | —              | 33     | 2      |
| 1985/86 | Sparta Rotterdam | Eredivisie | 25         | 0          | ?     | ?     | 4              | 0              | 29     | 0      |
| 1986/87 | Sparta Rotterdam | Eredivisie | 0          | 0          | ?     | ?     | —              | —              | 0      | 0      |
| 1987/88 | Sparta Rotterdam | Eredivisie | 6          | 0          | ?     | ?     | —              | —              | 6      | 0      |
| Totaal  | Totaal           | Totaal     | 141        | 4          | ?     | ?     | 8              | 0              | 149    | 4      |

## Trainersloopbaan
Na zijn loopbaan als speler werd Andriessen trainer in het amateurvoetbal. Dat deed hij achtereenvolgens bij Sparta '30, Excelsior Maassluis, Nieuwenhoorn, v.v. Zwaluwen, vv Capelle, VV Lyra, Heerjansdam, Achilles Veen, SSV '65, XerxesDZB en VV Zuidland.

## Overlijden
Andriessen overleed in december 2021 onverwacht in zijn slaap op zestigjarige leeftijd.